# Fiat Centoventi
La Fiat Concept Centoventi è una concept car elettrica costruita dalla casa automobilistica italiana Fiat, presentata a marzo 2019 al salone dell'automobile di Ginevra. 

## Caratteristiche

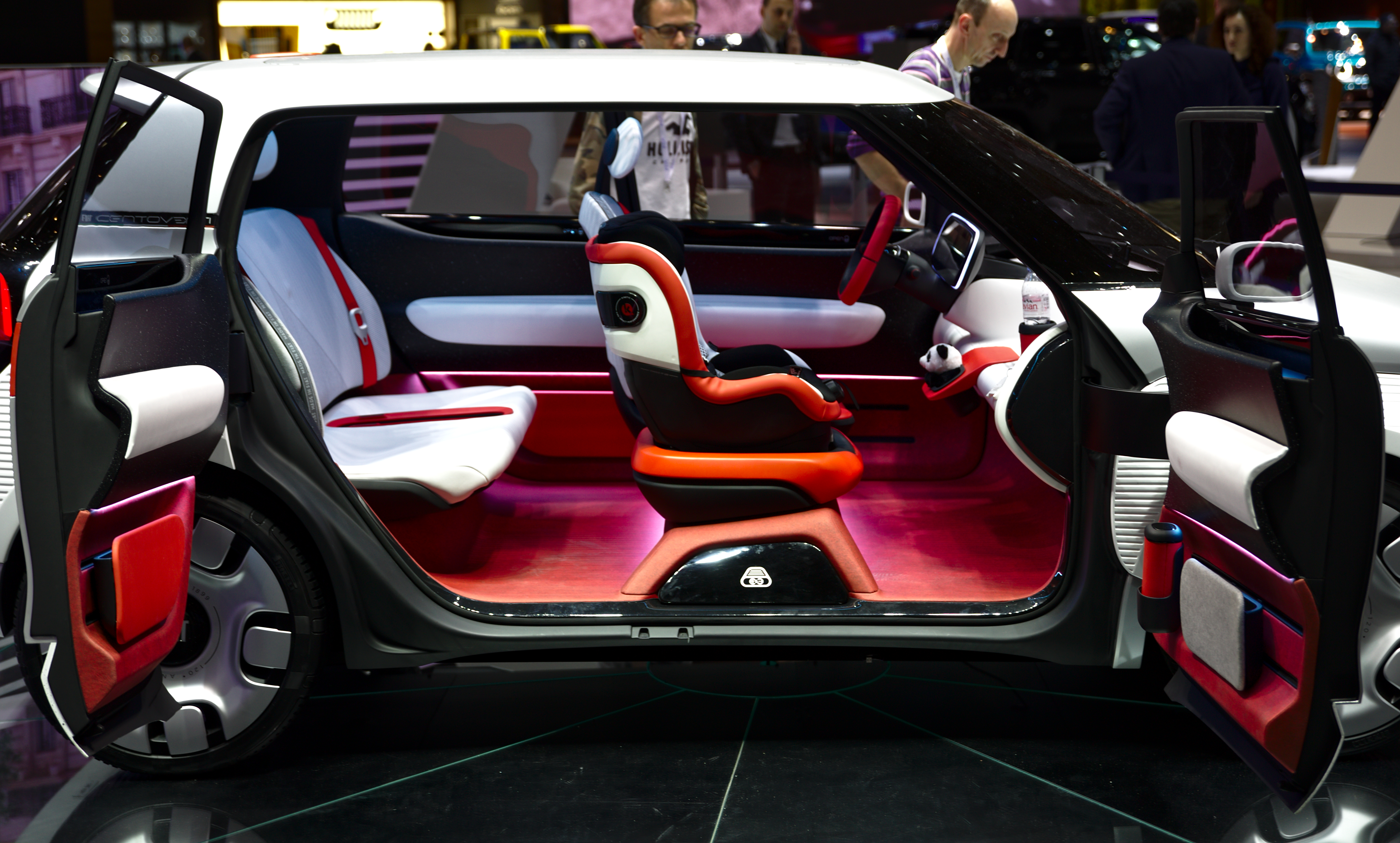
Interno della vettura: si notino le portiere ad armadio, i sedili modulabili e, sotto di essi, il pacco batterie estraibile.

La vettura è stata realizzata per festeggiare i 120 anni di attività dell'azienda torinese, da cui poi è stato dato il nome.
La Centoventi è una city car compatta, con carrozzeria a due volumi dotata di 5 porte, con quelle laterali che si aprono ad armadio e 4 posti modulabili, che possono essere rimossi per ospitare un seggiolino.  All'interno anche la plancia è caratterizzata da un ampio vano, un richiamo alla prima serie della Panda disegnata da Giugiaro, e può essere personalizzabile attraverso un sistema di montaggio a incastro delle plastiche della plancia.
Esteticamente la vettura presenta nella griglia anteriore 4 barre a LED verticali che richiamano anch'esse la presa d'aria della prima generazione della Panda; queste segnalano lo stato di carica della batteria. Al posteriore, integrato tra le luci posteriori, vi è un pannello a LED che può essere personalizzabile con la possibilità di scrivere dei messaggi di testo.
Meccanicamente la vettura è spinta da un propulsore elettrico posto anteriormente, con batterie agli ioni di litio. Esse sono state progettate per essere personalizzabili e aggiornabili con una selezione di pacchi batteria, con il modello base standard che ha un pacco batteria capace di fornire 100 chilometri di autonomia. I proprietari possono acquistare o noleggiare fino a tre batterie extra da inserire sotto il pavimento, più una aggiuntiva da inserire sotto i sedili anteriori, per estendere l'autonomia fino a un massimo di 500 chilometri.